# The International - Dinero en la sombra
The International: dinero en la sombra (Agente Internacional en Hispanoamérica) es una película alemana-estadounidense de 2009 del género thriller de acción, protagonizada por Clive Owen y Naomi Watts y dirigida por Tom Tykwer. El rodaje comenzó en Berlín en septiembre de 2007 y se estrenó inaugurando el Festival Internacional de Cine de Berlín de 2009, el 5 de febrero.
Aunque es una película de ficción, The International: dinero en la sombra se inspiró en los hechos reales de la caída del Banco Internacional de Crédito y Comercio. Fundado en Karachi, Pakistán en los años 70 por Agha Hasan Abedi, el banco internacional rápidamente se implicó en oscuras operaciones financieras. Además de servicios financieros, el banco se pasó rápidamente al negocio de tráfico de armas, ejércitos de mercenarios, inteligencia —se acusa a la CIA de blanquear dinero en el banco para enviarlo a los insurgentes islámicos que luchaban contra la URSS en Afganistán— y apoyo a grupos terroristas o narcotraficantes. Los legisladores en el Reino Unido y Estados Unidos finalmente «descubrieron» estos tratos en 1991 cuando el banco fue a la bancarrota.

## Sinopsis
Un agente de la Interpol (Clive Owen) y la ayudante del fiscal del distrito de Manhattan (Naomi Watts) descubren que uno de los bancos más poderosos del mundo comete actividades ilegales. Cuando deciden denunciarles, sus vidas empiezan a correr peligro.

## Protagonistas
Clive Owen y Naomi Watts dan vida al Agente de la Interpol Louis Salinger y la Ayudante del Fiscal del Distrito Eleanor Witman respectivamente. El jefe del banco a quien Salinger y Whitman persiguen es Jonas Skarssen, interpretado por el actor danés Ulrich Thomsen.